# 第1軍団 (ウクライナ国家親衛隊)
第1軍団（だい1ぐんだん、ウクライナ語: 1-й корпус）は、ウクライナ国家親衛隊の軍団。国家親衛隊司令部隷下。アゾフ軍団と表記されることがある。

## 歴史

### ロシアのウクライナ侵攻
2025年2月、ウクライナ国家親衛隊の軍団制移行に伴い、第12特務旅団アゾフの軍団改編が発表された。
2025年4月15日、第1特務旅団、第12特務旅団、第14特務旅団、第15特務旅団、第20特務旅団を基幹に創設された。アゾフ旅団のデニス・プロコペンコ旅団長が軍団長に就任し、アゾフ旅団の愛称「アゾフ」を継承したが、アゾフ旅団とは別の部隊章が発表され、アゾフ旅団も隷下部隊として存続した。
2025年8月12日、ポクロウシク方面の防衛線に展開した。

## 編制[1]
- 軍団司令部
- 第1特務旅団（ヴィーシュホロド）
- 第12特務旅団 アゾフ（ユリウカ）
- 第14特務旅団（カルィーニウカ）
- 第15特務旅団（ザポリージャ）
- 第20特務旅団（ルーツィク）